# Indbygget databeskyttelse
Indbygget databeskyttelse eller indbygget privatlivsbeskyttelse (engelsk: privacy by design) er en tilgang til systemudvikling oprindeligt udviklet af Ann Cavoukian og formaliseret i en fælles rapport om privatlivsfremmende teknologier af et fælles team bestående af Cavoukian, der var informations- og databeskyttelseskommissær i Ontario (Canada), den nederlandske databeskyttelsesmyndighed og den nederlandske organisation for anvendt videnskabelig forskning i 1995. De syv grundlæggende principper blev udgivet i 2009 og vedtaget af den internationale sammenslutning af databeskyttelseskommissærer og databeskyttelsesmyndigheder i 2010. Indbygget databeskyttelse kræver, at privatlivets fred tages i betragtning under hele designprocessen. Konceptet er et eksempel på værdifølsomt design, det vil sige at tage hensyn til menneskelige værdier på en veldefineret måde under hele processen.
Cavoukians tilgang til databeskyttelse er blevet kritiseret for at være vag, udfordrende at håndhæve, vanskelig at anvende på visse discipliner, samt at prioritere virksomheders interesser frem for forbrugernes interesser og lægge utilstrækkelig vægt på at minimere dataindsamling.
Den europæiske databeskyttelsesforordning (GDPR) indarbejder indbygget databeskyttelse.